# Josef Juha
Josef Juha (* 25. dubna 2000) je český florbalový útočník, kapitán juniorských mistrů světa z roku 2019 a kapitán mistrů Severoamerické florbalové ligy z roku 2022. V české nejvyšší florbalové soutěži hraje od roku 2018.

## Klubová kariéra
Juha s florbalem začínal v klubu FbŠ Bohemians, se kterým získal v juniorské lize v letech 2016, 2017 a 2019 tři vicemistrovské tituly. Sezónu 2017/2018 strávil v juniorském týmu švédského klubu Pixbo Wallenstam IBK. Po návratu nastoupil v sezóně 2018/2019 za Bohemians poprvé v mužské nejvyšší soutěží. Ve čtvrtfinále je vyřadila AC Sparta Praha, do které Juha po sezóně přestoupil.
Se Spartou se v ročnících 2020/2021 a 2021/2022 probojoval do semifinále a získal dvě stříbra v Poháru Českého florbalu.
V létě 2022 se zúčastnil prvního ročníku Severoamerické florbalové ligy (NAFL) jako kapitán týmu Florida Vikings, který dovedl k mistrovskému titulu. Juha byl nejproduktivnějším střelcem celé soutěže a byl zvolen i jejím nejužitečnějším hráčem. Titul obhájili i v roce 2023.

## Reprezentační kariéra
Juha hrál poprvé na juniorském mistrovství světa ve Švédsku v roce 2017, kde český tým získal bronzovou medaili.
V roce 2019 na následujícím mistrovství světa juniorů v Kanadě, dovedl český výběr jako kapitán a druhý nejproduktivnější hráč k první české zlaté medaili na jakémkoli florbalovém mistrovství světa.
| Umístění | Soutěž                                                 |
| -------- | ------------------------------------------------------ |
|          | Mistrovství světa ve florbale do 19 let 2017           |
|          | Mistrovství světa ve florbale do 19 let 2019 (kapitán) |

## Další florbalové aktivity
Juha je spoluzakladetelem projektu Peaches, který pořádá florbalové kempy a propaguje florbal ve světě.